# Жовтневый сельский совет (Семёновский район)
Жовтневый сельский совет (укр. Жовтнева сільська рада) — входит в состав
Семёновского района
Полтавской области
Украины.
Административный центр сельского совета находится в 
с. Рокиты.

## Населённые пункты совета
- с. Рокиты
- с. Калиновка
- с. Новая Петровка
- с. Осокоры